# 威廉·R·威爾克森
威廉·威尔克森（1890年9月29日– 1962年9月2日）是荷里活報道的创始人， 他也是拉斯维加斯的一名房地产开发商以及夜总会的老板。1946年起，他在荷里活報道上發表专栏文章，列出涉嫌同情共产党的人，他列出的名單又被稱為“比利名单”，被視為麦卡锡主义的前奏，并最终导致荷里活黑名單的出现。 由于他吸了几十年的烟， 20世纪50年代后半期，他的健康状况開始變差。1962年9月2日，威尔克森因心肌梗死去世。